# 테리사 라이트
테리사 라이트(Teresa Wright, 1918년 10월 27일 ~ 2005년 3월 6일)는 미국의 배우이다.

## 영화, 텔레비전
- 작은 여우들
- 미니버 부인
- 야구왕 루 게릭
- 의혹의 그림자
- 우리 생애 최고의 해
- 더 맨
- 생의 애욕
- 보난자 (드라마)
- 모정 (1988년 영화)
- 레인메이커 (1997년 영화)